# Ole Ellefsæter
Ole Ellefsæter, född 15 februari 1939 i Furnes i Ringsakers kommun i dåvarande Hedmark fylke, död 18 oktober 2022 i Brumunddal i Ringsakers kommun, var en norsk längdskidåkare, tillika friidrottare och vissångare. Han tävlade för Nybygda IL och Veldre IL.

## Karriär
Ole Ellefsæter är mest känd för sina meriter i längdåkningsspåren. Han startade sin internationella karriär i olympiska vinterspelen 1964 i Innsbruck. Han blev nummer 25 på 15 km och nummer 8 på 50 km. Han vann guld i stafett 4x10 km och på 50 km i olympiska vinterspelen 1968 i Grenoble. Det var första segern for Norge i stafett under ett OS, och första segern på 50 km sedan Thorleif Haug vann 50 km i OS 1924. Han startade även i olympiska vinterspelen 1972 i Sapporo där han blev nummer 31 på 30 km och nummer 10 på 50 km. 
Under VM på skidor i Oslo 1966 vann han guld på stafetten och silver på 15 km. Han blev 1971 den förste norrmannen som segrade i Vasaloppet. Han var också enda normann med seger i Vasaloppet innan Anders Aukland segrade i 2004.
Ellefsæter vann Birkebeinerrennet 1961. Han har tre norska mästerskap. Han vann 15 km 1964 och 50 kilometer 1965 och 1967.
Ole Ellefsæter har även tävlat i friidrott. Han tog sex guld i norska mästerskapen i 3000 m hinderlöpning 1960 till 1965.

## Utmärkelser
Ellefsæter fick Egebergs Ærespris 1965. Holmenkollenmedaljen fick han 1967, och 1968 fick han Fearnleys olympiske ærespris. 

## Övrigt
Ellefsæter var även sångare och spelade dragspel vid sidan av idrotten. Han kallades (i Sverige) för "Norges Snoddas". I Norge hade Ellefsæter smeknamnet "Ole Uteligger". Han fick smeknamnet då han under träning överraskades av snöoväder och övernattade ute utan något skydd mot ovädret.

### Fotnoter
1. ↑   https://www.nrk.no/innlandet/langrennslegenden-ole-ellefsaeter-_83_-er-dod-1.16144275 (bokmål)
2. ↑  ”Vasaloppet”. Vasaloppet. Arkiverad från originalet den 3 december 2013. https://web.archive.org/web/20131203033229/http://www.vasaloppet.se/wps/wcm/connect/989fe080449c33e79e4cff27c64f5ec4/segrare_Vasaloppet_sv3bcd.pdf?MOD=AJPERES. Läst 30 november 2013.